# Monumento a Pedro de Estopiñán y Virués
El Monumento a Pedro de Estopiñán y Virués es un monumento de la ciudad española de Melilla, en honor al fundador  de la ciudad, Pedro de Estopiñán y Virués. Está situado en la plaza de Pedro de Estopiñán, en el Frente de las Puertas cerca de la Torre de la Vela, en el Frente de Tierra de la ciudadela de Melilla La Vieja. Forma parte del Conjunto Histórico Artístico de la Ciudad de Melilla, un Bien de Interés Cultural.

## Historia
Realizado por Restituto Martín Gamo, Premio Nacional de Escultura en 1943 tras ganar el concurso convocado por el Ayuntamiento de Melilla, fue inaugurada por el alcalde Francisco Mir Berlanga el 17 de septiembre de 1970, víspera de la primera visita de los príncipes de España, Juan Carlos I y su esposa, Sofía.
En un principio estuvo ubicado en plaza homónima, que antes de su colocación se llamaba de alcalde Marfil García, y hoy se denomina de Yamin Benarroch. El 29 de mayo de 1996, para que estuviera en un lugar adecuado para la celebración del V Centenario de la ciudad, fue trasladada a su actual ubicación, siendo la plaza que lo acoge denominada de igual manera.
El 16 de noviembre del 2012 el brazo que empuñaba la espada fue amputado por unos marroquíes desconocidos, acción reivindicada por el Comité de Coordinación para la Liberación de Ceuta y Melilla. Posteriormente la escultura fue reparada por el escultor melillense Mustafa Arruf, que terminó los trabajos de restauración el 31 de julio de 2013. Una década después la escultura fue restaurada por Vanesa Martínez Calvo.

## Descripción
Es una estatua exenta moldeada en bronce, que representa a Pedro de Estopiñán y Virués en la toma de Melilla de 1497, vestido con armadura, sosteniendo con su mano derecha una espada y en su izquierda un estandarte. En su base, en una placa, aparece la inscripción: "EL PUEBLO DE MELILLA A D. PEDRO DE ESTOPIÑÁN 1497-1970”.